# Коллоидное золото
Коллоидное золото — суспензия наночастиц золота в деминерализованной воде.
Наночастицы золота обладают каталитическими, ферромагнитными, настраиваемыми оптическими свойствами, а также способностью к самосборке. Частицы коллоидного золота имеют очень большую удельную площадь поверхности для связывания с различными молекулами (антителами/антигенами). Коллоидное золото хорошо рассеивает свет, нетоксично, химически стабильно и биосовместимо.

## Применение
Коллоидное золото используют не только для напыления и придания «золотого эффекта» предметам, которые не выдерживают температуру расплавленного золота, но и в компьютерной технике, волоконной оптике, работе сенсоров и т. д. Коллоидное золото нашло применение и в косметике, его используют при изготовлении шампуней, кремов, лаков для волос и т. д. Широко изучается вопрос применения коллоидного золота в медицине и ветеринарии.